# Estação Balard
Balard é uma estação da linha 8 do Metrô de Paris, que é o terminal ocidental, localizada no 15.º arrondissement de Paris.

## História

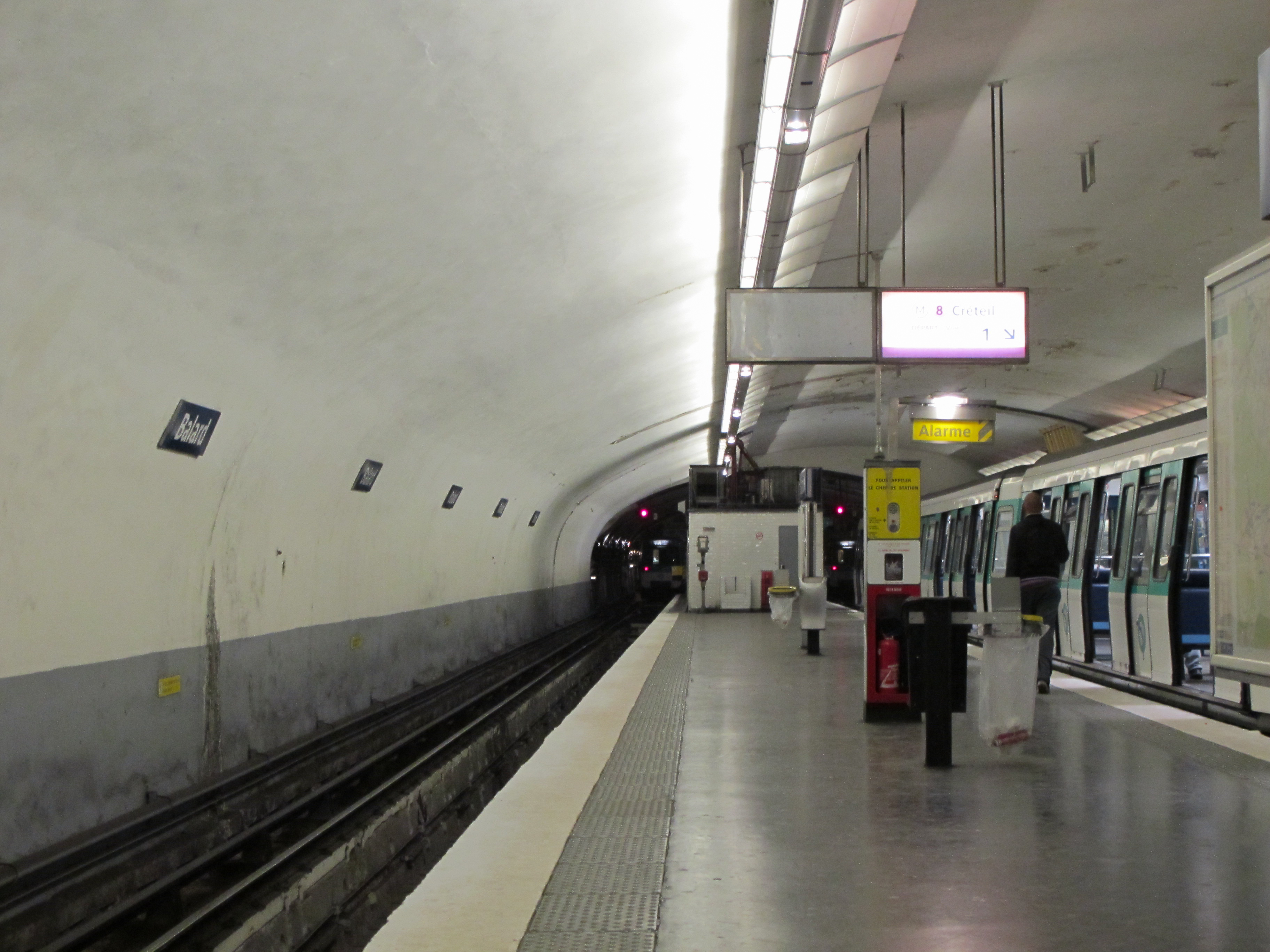
Plataforma central da estação.

A estação foi aberta em 27 de julho de 1937. Ela leva o nome da rua e da praça homônimas, que fazem homenagem ao químico Antoine-Jérôme Balard. Entre as estações que servem os boulevards dos Marechais, ela é a única a não ser chamada Porte de…, ainda que ela sirva a porte de Sèvres.
Em 3 de setembro de 1943, a Royal Air Force bombardeou a área e destruiu o acesso à estação, causando a morte de 22 pessoas, incluindo 2 agentes da CMP.
A fim de facilitar a correspondência com o tramway T2, estendido a partir de 21 de novembro de 2009 a Porte de Versailles e para melhor servir os distrito de negócios  de Val de Seine, obras de criação de um acesso suplementar situado na avenue de la porte de Sèvres foram realizados em 2012. A fim de não perturbar o tráfego da linha 8 e garantir a boa articulação com a reurbanização da Cité de l'Air no âmbito da implementação do conjunto imobiliário conhecido Hexagone Balard, nova sede do Ministério da Defesa, o projeto ocorreu em duas fases: em um primeiro momento, de março de 2012 ao final de dezembro de 2012, criação de fácil acesso permitindo aos passageiros uma correspondência mais rápida entre o metrô e o T2, na estação Suzanne Lenglen. Em um segundo momento, de janeiro de 2014 ao início de 2015, criação de três elevadores para melhorar a acessibilidade para as pessoas com deficiência.
O custo deste projeto, estimado em cerca de 16,4 milhões de euros, foi levado pelo orçamento da extensão do T2 a Porte de Versailles.
Em 2016, de acordo com estimativas da RATP, a frequência anual da estação é de 4 994 071 passageiros, o que a coloca na 86ª posição das estações de metro por sua frequência.

## Serviços aos Passageiros

### Acessos
As bocas históricas são de concepção simples, com mastros Dervaux. Duas delas estão situadas em uma extremidade das plataformas, place Balard, lado interior em relação à linha da Petite Ceinture, duas outras na outra extremidade, lado exterior com relação à mesma linha, ambos os lados da avenue de la Porte-de-Sèvres. Os novos acessos construídos ao sul da estação são de concepção contemporânea, com guarda-corpos em revestimento cinza e vidros. O mastro é do tipo "Météor" que se encontra nos acessos das estações da linha 14.

### Plataformas
A estação tem uma configuração com três vias por plataforma: a plataforma lateral é servida apenas pelos trens que chegam na estação, enquanto que a plataforma central no lado oeste, cercada por duas vias, serve tanto para a chegada e para saída.
A abóbada da estação é elíptica e sua iluminação é de estilo "Gaudin" característico da renovação do metrô da década de 2000. O pé-direito da plataforma oeste é decorado no estilo da Compagnie du chemin de fer métropolitain de Paris (CMP) da década de 1930, com telhas brancas biseladas, o nome da estação está escrito em faiança e quadros publicitários, também em faiança com motivos vegetais, são de cor de mel. O resto da estação é simplesmente pintado em cinza abaixo do nível do cais e em branco em outros lugares, o nome da estação sendo indicado na fonte Parisine em esmaltadas placas.

### Intermodalidade

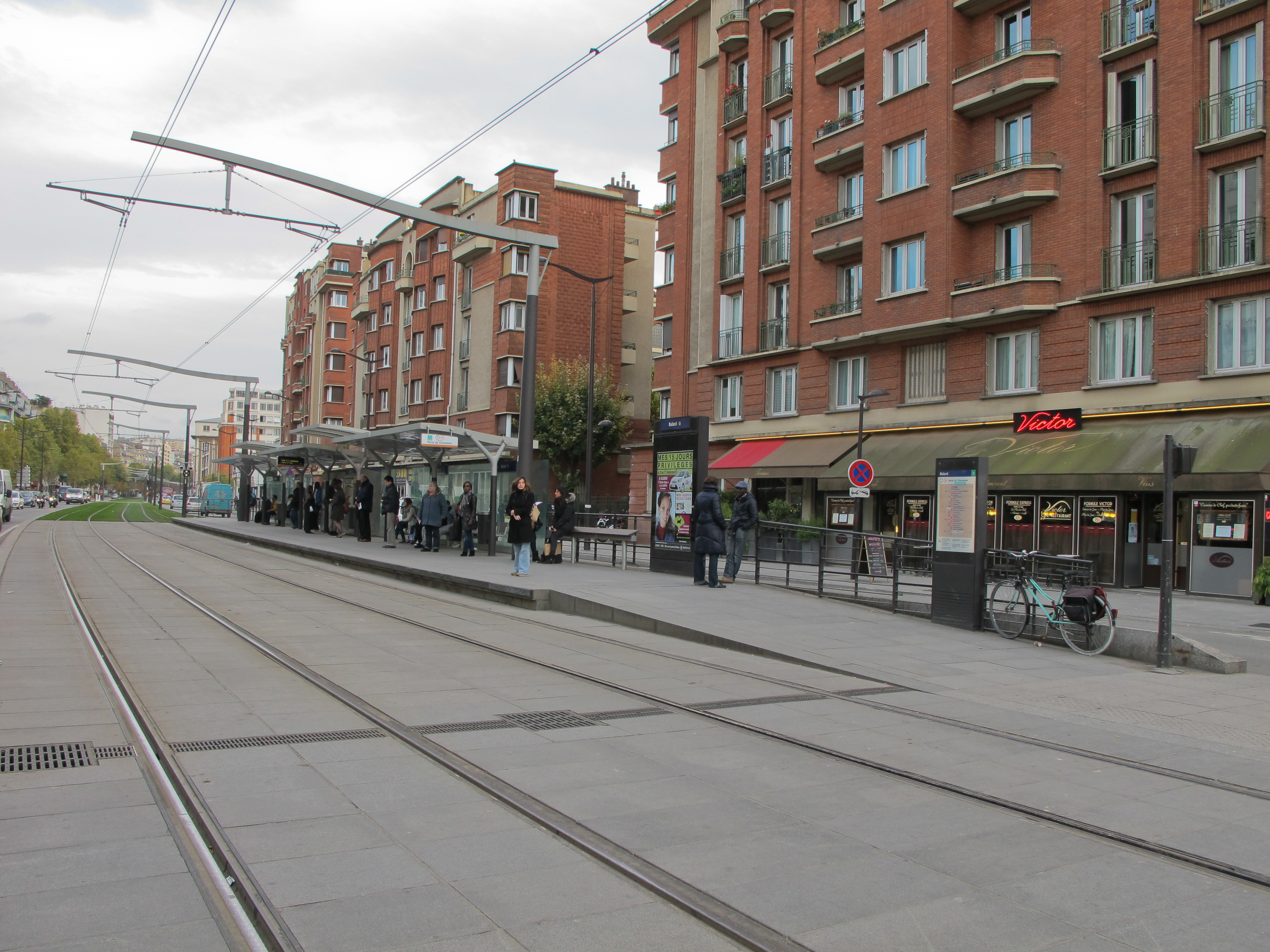
Estação de tramway Balard.

A estação é servida pelo tramway da linha T3a (desde 16 de dezembro de 2006), pelas linhas 39, 42, 88 e 169 da rede de ônibus RATP, e à noite, pelas linhas N13, N62 e N145 da rede de ônibus Noctilien.
A baixa distância, uma correspondência com o tramway da linha T2 (estação Suzanne Lenglen) também é possível.

## Pontos turísticos
- Aquaboulevard
- Direção-geral da Aviação civil
- Heliporto de Paris - Issy-les-Moulineaux
- Edifício Grand Pavois de Paris
- Parc omnisports Suzanne-Lenglen
- Hexagone Balard